# Morte di Giulio Cesare
La Morte di Giulio Cesare è un dipinto a olio su tela (400x707 cm) del pittore neoclassico Vincenzo Camuccini, realizzato intorno al 1806 e conservato nel Museo nazionale di Capodimonte a Napoli, rappresentante il cesaricidio.

## Committenza
L'opera, commissionata nel 1793 da Lord Bristol, fu portata a compimento da Camuccini intorno al 1806. Il committente, tuttavia, era morto nel 1804 e pertanto, dopo alcune trattative infruttuose con i suoi eredi, nel 1807 Camuccini vendette l'opera a Gioacchino Murat, nel frattempo asceso al trono di Napoli per concessione di Napoleone Bonaparte.
Con la Restaurazione e il ritorno della monarchia di Ferdinando I di Borbone, la tela fu acquistata da quest'ultimo e ricollocata nel Palazzo reale; fu nel 1864 che l'opera trovò la sua collocazione definitiva nel Museo di Capodimonte, in seguito al riordino della pinacoteca del palazzo reale attuato da Annibale Sacco.

## Descrizione
Il pittore romano trasse ispirazione per questo quadro dalla lettura della Morte di Cesare di Plutarco e dall'omonima tragedia di Voltaire (1733), che venne rappresentata a Roma nel 1798. Il momento raffigurato è quello in cui Giulio Cesare, alzatosi e sceso dal seggio della curia di Pompeo per cercare di difendersi, si accorge della presenza di Bruto, suo figlio adottivo, che lo colpisce senza guardarlo in faccia. Sulla destra è collocato il gruppo di senatori, che osservano l'omicidio di Cesare increduli e terrorizzati.
Mostrandosi sensibile all'influenza di Jacques-Louis David, Camuccini diede alla scena un'impostazione solenne e teatrale, con l'adozione di una rigorosa partizione geometrica dello spazio ottenuta per mezzo della conformazione a blocchi di marmo squadrati del pavimento. L'intera composizione si articola staticamente su semplici linee orizzontali e verticali, schema geometrico tipico della pittura neoclassica; i gradini a destra seguono l'andamento della direttrice orizzontale, mentre le linee verticali sono descritte dalle due sculture poste nelle nicchie del muro e dalla grande statua di Apollo che regge un globo terrestre in mano.
Dal punto di vista cromatico la Morte di Giulio Cesare è composta da colori particolarmente caldi, come il rosso e il giallo, stesi sulla tela in modo preciso e senza sfumature.